# Locketiella
Locketiella Millidge & Russell-Smith, 1992 è un genere di ragni appartenente alla famiglia Linyphiidae.

## Etimologia
Il nome deriva dall'insegnante ed aracnologo britannico George Hazelwood Locket (1900-1991).

## Distribuzione
Le due specie oggi attribuite a questo genere sono state rinvenute in Asia sudorientale: la L. parva è stata reperita in alcune località del Borneo; la L. merretti è un endemismo dell'isola indonesiana di Krakatoa.

## Tassonomia
A dicembre 2011, si compone di due specie:
- Locketiella merretti Millidge, 1995 — Krakatoa
- Locketiella parva Millidge & Russell-Smith, 1992[3] — Borneo